# Scando-Slavica
Scando-Slavica ist eine wissenschaftliche Fachzeitschrift der Slawistik und Baltistik. Sie erscheint in zwei Ausgaben pro Jahr und wird verlegt durch den Verlag Taylor & Francis im Auftrag des Verbandes nordischer Slawisten und Baltologen.